# Antunovac (Osijek-Baranja)
Pour les articles homonymes, voir Antunovac.
Antunovac est un village et une municipalité située en Slavonie, dans le Comitat d'Osijek-Baranja, en Croatie. Au recensement de 2001, la municipalité comptait 3 559 habitants, dont 93,99 % de Croates et le village seul comptait 2 283 habitants.

## Localités
La municipalité de Antunovac compte 2 localités : Antunovac et Ivanovac